# Guy Siner
Guy Siner (ur. 16 października 1947 w Nowym Jorku) – brytyjski aktor amerykańskiego pochodzenia.
Występował przez 10 lat w roli porucznika Grubera w sitcomie ’Allo ’Allo!. Grał również w wielu innych, znanych serialach, m.in. Babilon 5, Pan wzywał, milordzie?, Kroniki Seinfelda, Star Trek czy Ja, Klaudiusz. Otrzymał także niewielką rolę w filmie Piraci z Karaibów: Klątwa Czarnej Perły.